# Балтиморский соляной ящик
Балтиморская солевая коробка — пример контейнера для соли, который используется в Балтиморе, штат Мэриленд. Это деревянные коробки с откидными крышками, которые ежегодно расставляются по городу в дополнение к уборке снега и посыпке дорог солью. Они находятся в ведении Департамента транспорта Балтимора, который расставляет коробки по городу поздней осенью (точная дата не указана) в преддверии зимы. Ящики наполнены смесью дорожной соли и песка, которую горожане могут рассыпать по мере необходимости, чтобы улучшить сцепление с дорогой и предотвратить образование наледи на городских улицах или растопить её.
Ящик окрашен в ярко-жёлтый цвет для лучшей видимости и имеет надпись «солевой ящик» на передней панели, выполненную чёрными заглавными буквами по трафарету. Обычно их убирают весной для ремонта и повторного использования в следующем сезоне.

## История
Мало что известно о том, когда солевые ящики, поддерживаемые государством, стали обычным явлением в городе, хотя упоминания о размещении ящиков с песком городским бюро дорожного хозяйства Балтимора встречаются в отчётах о программе борьбы со снегом и льдом ещё в 1959 году. Соседние округа, где использовались собственные методы распределения, в том числе бочки, контейнеры и ящики, по-видимому, отказались от этой практики в 2004 году, к неудовольствию жителей округа.

## Другие виды применения
Помимо практического применения, у скромной солонки есть поклонники по многим причинам, о чём свидетельствует одноимённая страница в Instagram, созданная в 2018 году. В 2020 году интерес к солонкам значительно возрос, когда местный художник заметил, что из-за пандемии COVID-19 солонки остались на улицах в неурочное время. Он решил украсить местную солонку, добавив декоративные элементы, и таким образом создал уличное искусство.
Художник обратился в городской департамент транспорта, который положительно отреагировал и «одобрил изменения», поощрив дальнейшее участие гражданских художников и положив начало тренду «соль в бочке». Художник разместил на своём сайте рекомендации по допустимым изменениям городской собственности, и сообщество спонтанно отреагировало на них публичным искусством. В аккаунте «Соляной коробки» в социальных сетях была запущена карта «Соляных коробок» в Балтиморе от Google, на которой есть категории как для обычных «соляных коробок», так и для «соляных коробок» с произведениями искусства. Средства на создание «соляных коробок» были собраны с помощью краудсорсинга. Благодаря растущему вниманию местных СМИ история с «соляными коробками» быстро стала вирусным феноменом зимой 2021 года и привлекла внимание по всей стране и за рубежом. Помимо популярных СМИ, местные политики обратили внимание на проект художницы: сенаторы штата и член городского совета сделали полезные замечания. В знак уважения к тому, что солонку используют для общественной безопасности, на одной из коробок цитата мэра Брэндона Скотта из его вирусного поста в социальных сетях, напоминающая гражданам о необходимости правильно носить маски: «Коротышка, надень маску».
В соответствии с рекомендациями Департамента транспорта, «если у них есть солёная тема или они подчёркивают что-то особенное в окрестностях», темы для солёных коробок включают визуальные и словесные каламбуры на тему соли и специй, льда и снега, портреты и дань уважения местной культуре Балтимора. Среди известных жителей Балтимора, которым посвящены солонки, — Билли Холидей, Кэб Кэллоуэй, Дивайн, Тупак Шакур, Тори Эймос, Джон Уотерс, а также «Балтимор Блэк Сокс» и другие культурные деятели. Поскольку ни сохранность, ни возвращение оригинальных произведений искусства не гарантированы, основные участники феномена «соляных ящиков» совместно с Департаментом транспорта предложили гражданам возможность забрать свои произведения искусства на хранение и использовать их в следующем сезоне или взять ящик на долгосрочное хранение.

## Производные финансовые инструменты
Реплики солонки можно приобрести у автора солонки из 3D-печати из пластика, а также у другого автора из переработанной древесины, с сопутствующим журналом и настраиваемыми этикетками, а также копилкой. В благотворительных целях изображение солонки можно приобрести в виде принта на одежде и наклейках в поддержку организации Moveable Feast (организация) из Мэриленда. Для детей школьного возраста был создан бесплатный раскрасочный лист, который можно было отправить на конкурс для создания победившего в конкурсе дизайна, который будет выпущен Министерством транспорта в качестве специальной солонки осенью 2021 года.